# Брембілла
Брембілла (італ. Brembilla) — колишній муніципалітет в Італії, у регіоні Ломбардія, провінція Бергамо. З 4 лютого 2014 року Брембілла є частиною новоствореного муніципалітету Валь-Брембілла.
Брембілла розташована на відстані близько 500 км на північний захід від Рима, 55 км на північний схід від Мілана, 15 км на північ від Бергамо.
Населення — 4130 осіб (2012).
Щорічний фестиваль відбувається 13 червня. Покровитель — святий Іван Хреститель.

## Демографія
Населення за роками:

Станом на 31 грудня 2010 року в муніципалітеті офіційно проживало 156 іноземців з 20 країн, серед них 9 громадян країн Євросоюзу та 21 громадянин України.

## Сусідні муніципалітети
- Бербенно
- Блелло
- Капіццоне
- Корна-Іманья
- Джероза
- Сан-Пеллегрино-Терме
- Сант'Омобоно-Терме
- Седрина
- Уб'яле-Кланеццо
- Цоньо